# Fenbutrazate
Le fenbutrazate, parfois écrit phenbutrazate, est un composé organique psychoactif. Il est employé comme psychostimulant pour la régulation de l'appétit sous les noms de marque Cafilon, Filon, ou Sabacid en Europe, au Japon et à Hong-Kong,. Il est inscrit (avec ses sels) sur la liste des stupéfiants en France. 
C'est un dérivé de la phenmétrazine, et il peut être utilisé comme précurseur de médicament en raison de sa similarité avec la phendimétrazine.